# Boukary Adji
Boukary Adji, né en 1939 à Tanout (région de Zinder) et mort le 4 juillet 2018 à Niamey, est un homme politique nigérien.

## Biographie
Il étudie l'économie en Pologne, puis à l'université d'Abidjan et enfin à Paris. De retour au Niger, il est nommé directeur au ministère du Plan au début des années 1970. Il devient ensuite directeur de la Banque centrale des États de l'Afrique de l'Ouest (BCEAO) pour le Niger.
En novembre 1983, il est nommé ministre des Finances, poste qu'il conserve jusqu'à la mort de Seyni Kountché en 1987. Il sert alors comme vice-gouverneur de BCEAO.
En janvier 1996, il est nommé premier ministre à la suite du coup d'État du général Ibrahim Baré Maïnassara. Il est remplacé en décembre de la même année par Amadou Cissé.
Au moment de sa mort, il est à la retraite et écrivait ses mémoires les Marches du destin .